# Parti des Cabillauds
Pour les articles homonymes, voir Cabillaud (homonymie).
Le parti des Cabillauds est un parti politique en Hollande vers le milieu du XIVe siècle.
Il se forma à l'occasion des divisions qui s'élevèrent au sujet de la souveraineté du comté de Hollande entre la veuve de Louis IV du Saint-Empire, Marguerite Ire de Hollande, et son fils Guillaume V, qui avait pris le titre de comte de Hollande (1349). 
Les bourgeois, mécontents de ce dernier, avaient rappelé Marguerite malgré l'opposition des nobles, et, espérant une facile victoire, avaient pris le nom de Cabillauds (Kabeljauwen), par allusion aux gros poissons de ce nom qui se nourrissent de fretin. Les Cabillauds prirent les armes et ravagèrent les châteaux des nobles. 
Les nobles, de leur côté, se regroupent sous le nom de Hoeksche (Parti des Hameçons). Cette guerre dura plus d'un siècle. Les Cabillauds furent détruits en 1492 par Maximilien d'Autriche.
Cet article comprend des extraits du Dictionnaire Bouillet. Il est possible de supprimer cette indication, si le texte reflète le savoir actuel sur ce thème, si les sources sont citées, s'il satisfait aux exigences linguistiques actuelles et s'il ne contient pas de propos qui vont à l'encontre des règles de neutralité de Wikipédia.